# Meranier-Gymnasium Lichtenfels
Das Meranier-Gymnasium Lichtenfels ist ein naturwissenschaftlich-technologisches und sprachliches Gymnasium in Lichtenfels (Oberfranken). Es werden etwa 800 Schüler von 60 hauptamtlichen Lehrkräften unterrichtet (Schuljahr 2022/23). Die Schule wurde 1907 gegründet.

## Geschichte
Nachdem 1907 der Unterricht der damals noch privaten Realschule mit Lateinabteilung zunächst in einem Saal der Volksschule an der Kronacher Straße begonnen wurde, wuchs die Schule jedes Jahr um einen Jahrgang. Die Schule wurde durch Zahlungen der Stadt finanziert und vom Realschul-Verein getragen, dessen Vorsitzende der Rechtsanwalt Friedrich Schmidt (1904–1909), dann der Bezirksamtmann Dr. Roth (1909–1912) und schließlich der Korbhändler Wilhelm Fickentscher (1912–1920) waren.
Im Jahre 1910 war bereits das ganze Gebäude angemietet. Die Schüler hatten die Möglichkeit, im Alter von etwa 14 Jahren nach einer bestandenen Aufnahmeprüfung an die Königliche Realschule oder das Königliche Alte Gymnasium in Bamberg zu wechseln.
Im Ersten Weltkrieg wurden die Schulstunden von 60 Minuten auf 40 Minuten verkürzt, weil immer mehr Lehrer an die Front abberufen wurden. Schließlich wurden auch immer mehr ehemalige Schüler einberufen, von denen einige fielen. Ab 1915 diente die Turnhalle als Lazarett, so dass der Sportunterricht nur noch im Freien stattfinden konnte. Nach dem Krieg wurde die Schule 1919 durch die Stadt schließlich übernommen und das Gebäude samt Liegenschaften am 2. August 1920 für 80.000 Mark erworben. Der Trägerverein wurde im November aufgelöst, die Lehrer verbeamtet. 1922 wurde die Koedukation eingeführt.
1933 wurde die Schule nach Hans Schemm umbenannt. Nach Kriegsende war die Schule bis November 1945 Quartier für US-amerikanische Truppen. Wenige Monate später wurde der Unterricht wieder begonnen. 1949 wurde die Schülermitverwaltung eingeführt. 1951 wurde das Schulgeld für alle Schüler abgeschafft.
Die im Jahre 1919 von der Stadt Lichtenfels übernommene Privatrealschule wurde 1958 von der bisherigen kommunalen Ebene u. a. aus Kostengründen in das bayerische Schulsystem integriert.
Seit 1965 trägt das Gymnasium seinen heutigen Namen. Er erinnert an das Adelsgeschlecht der Andechs-Meranier, ein bedeutendes Geschlecht in Franken in der Zeit des Hochmittelalters.
Das Schulgebäude wurde in der Vergangenheit mehrfach erweitert und renoviert. Alt- und ein Neubau werden durch eine Aula verbunden. Die schuleigene Doppelturnhalle aus dem Jahre 1965, die 2005 renoviert wurde und der Sportplatz werden auch von regionalen Vereinen (Volleyball, Basketball und anderen) genutzt. Der Informatikunterricht begann 1985 mit der Anschaffung von acht Computern. Derzeit finden sich zwei Computerräume mit 16/34 Schülerplätzen. Im Jahre 2006 wurden die alten Musiksäle durch eine Schulkantine ersetzt, in der die Schüler bei Nachmittagsunterricht verpflegt werden können. Durch ein elektronisches Bestellsystem können die Schüler über das Internet zuhause und über ein Bestellterminal in der Schule ihr Essen bestellen und bei Bedarf auch wieder stornieren.
Finanziell wird die Schule durch den 1957 gegründeten Verein der Freunde und Förderer des Meranier-Gymnasiums mit heute etwa 400 Mitgliedern unterstützt.

## Veranstaltungen
Das Schulleben wird durch viele Veranstaltungen wie Dichterlesungen, Spendensammelaktionen, Theateraufführungen, Konzerte, Bälle und Ähnliches bereichert. Den Schülern werden Möglichkeiten zur Freizeitgestaltung wie ein Sportprogramm, kostenloser Geigen- und Cellounterricht und mehr angeboten.
Drei Mal im Jahr veranstaltet die Kollegstufe große Partys in der Stadthalle („Q12 Session“/„K13 Session“), die von Jugendlichen aus dem Landkreis und weit darüber hinaus besucht werden.
Das Gymnasium hat Partnerschulen in vier Ländern, mit denen ein regelmäßiger Schüleraustausch stattfindet:
- Prestwick (Schottland) seit 1974
- Český Brod (Tschechien) seit 1992
- Lycée René Descartes in Cournon (Frankreich) seit 1993
- Ariccia (Italien)

## Dichterlesungen
Das Meranier-Gymnasium hat sich in der Literaturszene als eine besonders eng mit der deutschen Gegenwartsliteratur verbundene Schule etabliert. Seit 1986 finden regelmäßig Autorenlesungen statt, die in den Deutschunterricht der Oberstufe integriert sind und zu deren Anlass regelmäßig Lesehefte erschienen sind. Gäste waren:
- Reiner Kunze (1986)
- Erich Loest (1987)
- Barbara Frischmuth (1988)
- Christoph Meckel (1989)
- Ulrich Plenzdorf (1990)
- Robert Gernhardt (1991)
- Ludwig Harig (1992)
- Peter Härtling (1993)
- Herta Müller (1994)
- Uwe Timm (1995)
- Jens Sparschuh (1996)
- Gabriele Wohmann (1997)
- Martin Walser (1997)
- Eugen Gomringer (1999)
- Stefan Beuse (2000)
- Arnold Stadler (2001)
- Ingo Schulze (2002)
- Robert Menasse (2003)
- Axel Hacke (2005)
- Thomas Brussig (2006)
- Jakob Arjouni (2006)
- Thommie Bayer (2011)
- Thomas Glavinic (2012)
- Dirk Kurbjuweit (2013)
- Markus Orths (2014)
- Angelika Klüssendorf (2015)
- Helmut Kuhn (2016)
- Peter Stamm (2018)
- Nora Gomringer (2018)
- Elisabeth Herrmann (2019)
- Volker Kutscher und Kat Menschik (2022)
- Ingo Schulze (2024)
- Nadja Küchenmeister (2025)

## Jubiläumsjahr 2007
Das Meranier-Gymnasium Lichtenfels feierte im Jahr 2007 sein 100-jähriges Bestehen. Das Jubiläumsjahr wurde bereits im November 2006 durch einen großen Ballabend eröffnet. Hinzu kamen viele weitere Veranstaltungen, die sich über das ganze Jahr verteilten. Höhepunkt und krönender Abschluss der Feierlichkeiten war das Sommerfest im Juli.

## Deutsche Schachschule 2011
Im Jahr 2011 verlieh der Schulschachreferent des Landes Bayern das Qualitätssiegel „Deutsche Schachschule“ an das Meranier-Gymnasium Lichtenfels. Damit wurde insbesondere die erfolgreiche Arbeit von Studiendirektor Matthias Bergmann auf diesem Gebiet geehrt.

## Ausgezeichnetes Seminarprojekt
- 13 Führerscheine – dreizehn jüdische Schicksale

## Bekannte Absolventen
- Thomas Hofmann (* 1968), Lebensmittelchemiker und Präsident der TU München
- Andreas Dreitz (* 1988), Triathlet